# Coop Gotland
Coop Gotland är en konsumentförening som driver kooperativa butiker på Gotland. Huvudkontoret ligger i Visby. År 2020 hade föreningen nio butiker, varav tre i Visby.

## Historik
Föreningen har sitt ursprung i Visby konsumtionsförening som grundades 1919. Den hade en föregångare som hette Tre svärd och var aktiv 1906–1912.
År 1925 ändrades namnet till Gotlands konsumtionsförening och andra Gotlandsföreningar fusionerades in i Visbyföreningen. Namnet har omväxlande förkortats till Gotlands Konsum eller Konsum Gotland. Bland föreningar som gått upp i Visbyföreningen finns:
- Roma kooperativa handelsförening, 1925.[4]
- Bjerges kooperativa handelsförening, 1926.[5]
- Ljugarns handelsförening, 1926.[6]
- Lau handelsförening, 1927.[7]
- Hellvi konsumtionsförening, 1931.[8]
- Bläse kooperativa handelsförening, 1955.[9]
- Fårö handelsförening, 1961.[10]
- Konsumtionsföreningen Fårösund, 1961.[11]
- Slite konsumtionsförening, 1961.[12]
- Rute konsumtionsförening, 1962.[13]
- Hablingbo handelsförening, 1963.[14]
- Klinte kooperativa handelsförening, 1964.[15]

Några konsumentföreningar på Gotland gick inte upp i storföreningen, av vilka Autsarve i Hemse och Garda-Lau i Ljugarn överlevde längst. Autsarve kooperativa handelsförening grundades 1908 och upphörde på 1990-talet. Lau handelsförening som uppgick i Gotlandsföreningen 1927 hade återbildats 1950 och blev Garda-Lau handelsförening efter en fusion 1967. Den föreningen lämnade KF år 2009 och lade ner 2011.
År 2012 bytte Gotlands konsumentförening namn till Coop Gotland. Detta innebar även att den liggande åtta som länge suttit på väggen utanför föreningens kontor på Östercentrum togs ned och magasinerades på KF:s museum i Stockholm. Föreningen ägde tidigare Östercentrum, men sålde fastigheten år 2013.
År 2013 gjordes föreningens tidigare Coop Forum på Östercentrum om till en Coop Extra. Istället öppnade i juni 2014 en ny Coop Forum på Stenhuggaren. Därmed ökade antalet butiker från åtta till nio.

## Källhänvisningar
1. ↑  Årsredovisning 2020, Coop Gotland
2. 1 2  Gotlands konsumtionsförening, Arkivregister Stockholms Län
3. ↑  Den kooperativa rörelsen i Visby, Arbetaren, 23 juni 1922
4. ↑  Roma Kooperativa handelsförening, Arkivregister Stockholms Län
5. ↑  Bjerges Kooperativa handelsförening, Arkivregister Stockholms Län
6. ↑  Ljugarns handelsförening, Arkivregister Stockholms Län
7. ↑  Lau handelsförening, Arkivregister Stockholms Län
8. ↑  Hellvi konsumtionsförening, Arkivregister Stockholms Län
9. ↑  Bläse Kooperativa handelsförening, Arkivregister Stockholms Län
10. ↑  Fårö handelsförening, Arkivregister Stockholms Län
11. ↑  Konsumtionsföreningen Fårösund, Arkivregister Stockholms Län
12. ↑  Slite konsumtionsförening Shf, Arkivregister Stockholms Län
13. ↑  Rute konsumtionsförening, Arkivregister Stockholms Län
14. ↑  Hablingbo handelsförening, Arkivregister Stockholms Län
15. ↑  Klinte Kooperativa handelsförening, Arkivregister Stockholms Län
16. ↑  Verksamhetsberättelse 1991 Arkiverad 6 april 2022 hämtat från the Wayback Machine., Kooperativa förbundet
17. ↑  Autsarve Kooperativa handelsförening, Arkivregister Stockholms Län
18. ↑  Garda-Lau handelsförening, Arkivregister Stockholms Län
19. ↑  Garda konsumtionsförening, Arkivregister Stockholms Län
20. ↑  Otrogna kunder stjälper butik Arkiverad 10 april 2022 hämtat från the Wayback Machine., Helagotland, 29 mars 2011
21. ↑  Konsumskylten på Öster blir raritet i Stockholm Arkiverad 30 september 2022 hämtat från the Wayback Machine., Helagotland, 4 juli 2012
22. ↑  Nordika köper galleria av Coop i Visby, Fastighetstidningen, 21 november 2013
23. ↑  Årsredovisning 2013, Coop Gotland
24. ↑  Coop Forum byggs i Visby, Fri Köpenskap, 31 juli 2013
25. ↑  BILDER från Coop-öppningen Arkiverad 25 september 2021 hämtat från the Wayback Machine., Helagotland, 18 juni 2014
26. ↑  Årsredovisning 2014, Coop Gotland